# 吳堯臣
吳堯臣（？—1586年），字師錫，直隸徽州府休寧縣人，軍籍，明朝政治人物。

## 生平
萬曆七年（1579年）己卯科應天府鄉試第二十九名，萬曆十一年（1583年）癸未科會試第一百五十一名，登三甲第二十五名進士。工部觀政，丁内艱，十四年授刑部主事，卒。

## 家族
曾祖吳若凰；祖父吳孟賢；父吳瓊。前母畢氏；母畢氏。